# Женская сборная Великобритании по баскетболу
Женская сборная Великобритании по баскетболу — национальная баскетбольная команда, представляющая Великобританию в женских турнирах на международной баскетбольной арене. Управляющим органом сборной выступает федерация баскетбола Великобритании.

## История
Женская сборная Великобритании организована в 2005 году, когда Великобритания стала полноправным членом ФИБА. Нынешний руководящий орган сборной Великобритании был сформирован национальными баскетбольными организациями Англии (England Basketball), Шотландии (basketballscotland) и Уэльса (Basketball Wales) 1 декабря 2005 года в целях обеспечения конкурентоспособной команды для международных соревнований. В эту структуру не входит баскетбольная ассоциация Северной Ирландии; Североирландские игроки обычно представляют женскую национальную сборную Ирландии по баскетболу, хотя они также имеют право выступать за Великобританию и Северную Ирландию на Олимпийских играх.
Великобритания играла на Евробаскете-2011, но завершила соревнования во втором этапе, разместившись на 9-й позиции.
Во второй раз объединённая команда приняли участие на домашней Олимпиаде в Лондоне. Из 12 команд выступающих на турнире, хозяйки соревнований заняли 11-е место.
На Европейском турнире 2013 года Великобритания вновь заняла девятое место. Через два года в Венгрии и Румынии британки заняли последнее 20-е место. 
В 2019 году вновь отобрались на Европейский чемпионат. На этом турнире сборная показала лучший свой результат, сыграв в матче за 3-е место и заняв итоговое 4-е место, при этом получив путёвку в Олимпийский квалификационный турнир.
Сборная Великобритании — постоянный участник квалификационных турниров чемпионата Европы, четыре раза отбиралась в финальную часть. Лучшим достижением можно считать 4-е место на чемпионате Европы в 2019 году.

## Результаты

### Чемпионаты Европы
| Год    | Раунд                  | Место     |
| ------ | ---------------------- | --------- |
| 2009   | Не принимала участие   |           |
| 2011   | Матч за 9-е место      | 9-е место |
| 2013   | Матч за 9-е место      | 9-е       |
| 2015   | Групповой раунд        | 20-е      |
| 2017   | Не прошли квалификацию | -         |
| / 2019 | Матч за 3-е место      | 4-е место |
|        | Итог                   |           |

### Универсиады
| Год  | Место      |
| ---- | ---------- |
| 2005 | 16-е место |
| 2009 | 6-е место  |
| 2011 | 14-е место |

## Состав
| Перейти к шаблону «Состав сборной Великобритании по баскетболу» | Состав сборной Великобритании по баскетболу |  |

| Поз. | №  | Имя                   | Дата рождения (возраст)    | Рост   | Клуб                             |
| ---- | -- | --------------------- | -------------------------- | ------ | -------------------------------- |
| З    | 4  | Джорджия Джонс        | 3 апреля 1990 (35 лет)     | 172 см | Манчестер Мистикс                |
| РЗ   | 6  | Стеф Коллинс          | 30 декабря 1982 (42 года)  | 168 см | Кардифф Мет Арчерс               |
| З    | 7  | Рэйчел Вандерваль     | 27 июня 1983 (42 года)     | 176 см | Герника                          |
| ЛФ   | 8  | Шантель Хэнди         | 16 июня 1987 (38 лет)      | 188 см | Баттипалья                       |
| Ц    | 9  | Ханна Шоу             | 22 сентября 1990 (34 года) | 192 см | Экстругаса Кортегада             |
| Ф    | 11 | Молли Кэмпбелл        | 28 февраля 1995 (30 лет)   | 183 см | Лестер Райдерс                   |
| АЗ   | 13 | Джоанна Лидем         | 5 декабря 1987 (37 лет)    | 180 см | ССС Польковице                   |
| Ф    | 14 | Дженис Монакана       | 6 августа 1995 (29 лет)    | 182 см | Севенокс Санс                    |
| Ц    | 15 | Теми Фагбенле         | 8 сентября 1992 (32 года)  | 193 см | ССС Польковице Миннесота Линкс   |
| Ф    | 25 | Чериден Грин          | 19 сентября 1995 (29 лет)  | 191 см | Теннесси Леди Волантирс          |
| З    | 41 | Эйлид Симпсон         | 11 сентября 1992 (32 года) | 170 см | Дижон                            |
| АЗ   | 44 | Карли Самуэльсон      | 10 мая 1995 (30 лет)       | 183 см | Касторс Брен Лос-Анджелес Спаркс |
| Ф    |    | Эбигейл Джонсон       | 31 октября 1997 (27 лет)   | 188 см | Сент-Бонавентюр Боннис           |
| З    |    | Кеннеди Леонард       | 27 сентября 1996 (28 лет)  | 173 см | Колорадо Баффалос                |
| Ц    |    | Саманта Роско         | 1 января 1995 (30 лет)     | 190 см | Манчестер Мистикс                |
| Ф    |    | Саванна Уилкинсон     | 31 октября 1998 (26 лет)   | 190 см | Флорида Стейт Семинолс           |
| З    |    | Николетта Фонг Лю Куи | 14 апреля 1992 (33 года)   | 165 см | Университарио де Ферроль         |

## Тренеры
- Марк Кларк
- Том Мар (2009—2012)
- Дэмиен Дженнингс
- Чема Бусета (2015—)[2]